# Akinet
Als Akineten werden bei Algen und bei Cyanobakterien (früher Blaualgen genannt) auftretende besonders dickwandige, resistente Zellen bezeichnet, die als Ruhe- und Dauerstadien dem Überstehen ungünstiger Umweltbedingungen dienen. Akineten dienen etwa dazu, Kältephasen oder das Austrocknen des besiedelten Gewässers zu überstehen. Als Ruhestadien sind Akineten eine Form der Dormanz.
Der Begriff wird gebildet abgeleitet von altgriechisch kinesis (κίνησις): Bewegung, mit der Vorsilbe a-: ohne, bedeutet also (Zellen) ohne Bewegung, Unbewegliche. Seltener, vor allem in einigen romanischen Sprachen, wird er mit c geschrieben (acinet, acinèt, acineto).

## Akineten der Cyanobakterien
Akineten treten innerhalb der Cyanobakterien nur bei den Zellfäden bildenden Arten der Ordnung Nostocales (unter Einschluss der Stigonematales) auf. Akineten sind größer als gewöhnliche (vegetative) Zellen, bis zu zehnfache Größe kann vorkommen, vor allem aufgrund der erheblich dickeren Zellwand. Außerdem sind sie von mehrschichtigen extrazellulären Zellhüllen eingeschlossen. Weiterhin sind größere Mengen von Reservestoffen wie Glykogen und Cyanophycin eingelagert. In der Gestalt ähneln sie den bei denselben Arten vorkommenden Heterocysten, das sind differenzierte, spezialisierte Zellen, die der biologischen Stickstofffixierung dienen. Es wird vermutet, dass die Ausbildung von Heterocysten eine Präadaption für die Evolution von Akineten gewesen sein könnte. Bei vielen Cyanobakterienarten entwickeln sie sich in Reihen, im Zellfaden zueinander benachbart. Ihre Stoffwechselaktivität ist bei der Bildung erhöht, in der reifen Akinete aber stark vermindert. Reife Akineten sind nicht zur Photosynthese befähigt.
Die Bildung von Akineten wird vor allem induziert durch Lichtmangel. Dieser kann hervorgerufen sein durch Selbstabschattung, also bei Massenvermehrung. Ebenso wirkt grünes Licht gegenüber weißem induzierend, das ist ebenso ein Hinweis auf hohe Zelldichten im umgebenden Wasser. Ebenso induzierend wirkt Nährstoffmangel, insbesondere Mangel an Phosphat, oder ungünstige Wassertemperatur. In ruhenden Akineten wird durch günstige Umweltbedingungen eine Keimung induziert, wodurch erneut vegetative Zellen gebildet werden. Keimung wird ausgelöst durch ausreichend Licht in einem günstigen Temperaturbereich. Keimungsfördernd wirkt turbulentes Wasser, das den Bodenschlamm, mit den darin abgelagerten Akineten, aufwirbelt. Die Keimung beginnt mit einer Zellteilung innerhalb der Zellwand, die dann durch den Turgor der wachsenden Zellen aufgebrochen wird.
Akineten bleiben lange Zeit lebens- und keimungsfähig, nachdem alle vegetativen Zellen abgestorben sind. Aus Bodenschlamm ausgetrockneter Gewässer isolierte Akineten von Aphanizomenon bzw. Anabaena waren nach 18 bzw. 64 Jahren Ruhe noch keimfähig.
Akineten entsprechen funktional anderen resistenten Ruhestadien bei anderen Gruppen von Prokaryoten, etwa den Endosporen von Firmicutes wie der Gattung Bacillus, den Exosporen von Actinobacteria wie Streptomyces, den Myxosporen der Myxococcales wie etwa Myxococcus xanthus, den Zysten der Azotobacteraceae, etwa von Azotobacter. Obwohl allen die Bildung verdickter Zellwände gemeinsam ist, ist ihre Zusammensetzung jeweils verschieden. Sie gehen also auf konvergente Evolution zurück.

## Akineten der Algen
Innerhalb der Algen ist die Terminologie nicht einheitlich. Einige Autoren unterscheiden Akineten als zu Dauerstadien modifizierte vegetative Zellen von Hypnosporen bzw. Hypnozygoten als zu Dauerstadien modifizierten Sporen (unbeweglichen Aplanosporen) bzw. Zygoten. Es werden aber manchmal die als Dauerstadien dienenden Sporen den Akineten zugerechnet bzw. die Akineten als Sporen bezeichnet. Akineten sind in der Regel einzellig, auch mehrzellige Dauerstadien werden meist mit eingerechnet.
Akineten treten auf bei im Süßwasser lebenden Formen, in der Regel mit größeren Zellen, die nicht von einer ausgedehnten Gallerthülle eingeschlossen sind. Fast alle besitzen fadenförmige Thalli, bestehend aus Zellfäden (Ausnahmen bei den Volvocales). Induziert werden können sie durch Austrocknung, oft auch durch Nährstoffmangel, insbesondere Stickstoffmangel, im Gewässer. Die Zellwand zeigt einen dreischichtigen Aufbau, zumindest bei einigen untersuchten Taxa mit anderer Zusammensetzung als diejenigen von vegetativen Zellen, sie ist aber im Detail schlecht untersucht (noch die meisten Daten existieren für Hypnozygoten von Chlamydomonas). Akineten zeigen Einlagerung von Speicherstoffen, oft einen auffallend hohen Gehalt an färbenden Carotinoiden.
Auch bei den Grünalgen sind Akineten erheblich länger lebensfähig als vegetative Zellen (die in Ausnahmefällen, bei wenigen Arten, in eine gelatinöse Matrix eingebettet, auch zwei Jahre Trockenheit überstehen). Aus Sammlungsmaterial entnommene Akineten waren nach 20 Jahren keimfähig geblieben. Die Höchstdauer anzugeben ist schwierig, da meist das Alter nicht ermittelbar ist. Neben der Funktion als Dauerstadien zum Überstehen von Phasen mit widrigen Umweltbedingungen dienen Akineten auch als Mittel der vegetativen Vermehrung.
Akineten treten auf insbesondere bei im Süßwasser lebenden Formen der Grünalgen, insbesondere der Chlorophyta. Angegeben werden sie auch von den fadenbildenden Tribonematales innerhalb der Gelbgrünen Algen.